# Studio Mir
Studio Mir Co., Ltd. ( 주식회사 스튜디오 미르?, Jusikhoesa Seutyudio MireuMR) è uno studio di animazione sudcoreano con sede a Seul. Tra gli altri lavori, lo studio ha animato la maggior parte delle serie televisive americane La leggenda di Korra, My Adventures with Superman, la quarta stagione di The Boondocks, Voltron: Legendary Defender, Dota: Dragon's Blood, Kipo e l'era delle creature straordinarie e X-Men '97 e dei film Big Fish & Begonia, Mortal Kombat Legends: Scorpion's Revenge e The Witcher: Nightmare of the Wolf.

## Storia
Studio Mir è stato fondato nel 2010 da Jae-Myung Yu, insieme al direttore esecutivo Kwang-il Han e al responsabile dello sviluppo aziendale Seung-wook Lee. Yu aveva precedentemente lavorato per 20 anni nell'animazione, anche come direttore dell'animazione per la serie Avatar - La leggenda di Aang. Ha scelto il nome dello studio in onore della stazione spaziale sovietica Mir, che lo ha ispirato per la sua "scoperta scientifica e lo spirito collaborativo".
Lo studio ha iniziato a lavorare con 20 animatori sul suo primo progetto, la serie animata di Nickelodeon sequel di Avatar - La leggenda di Aang - La leggenda di Korra, un contratto insolitamente significativo per un nuovo studio, che ha ottenuto grazie al lungo rapporto di lavoro di Yu con i creatori di entrambe le serie, Bryan Konietzko e Michael Dante DiMartino. Oltre all'animazione stessa, Mir ha lavorato con Nickelodeon Animation Studio per contribuire alla pre-produzione e allo storyboard di Korra, comprese le sue elaborate coreografie di arti marziali. Qualche tempo dopo la sua conclusione, l'ex vicepresidente di Nickelodeon Mark Taylor ha lavorato con Studio Mir per creare l'animazione della serie animata di fantascienza Voltron: Legendary Defender con alcuni membri del team creativo di Korra.
Molto poco dell'animazione a cui Mir ha contribuito è andato in onda in Corea del Sud – solo la prima stagione di Korra ha avuto un'uscita "molto tranquilla". Per questo motivo, lo studio è poco conosciuto a livello nazionale e, di conseguenza, l'azienda si concentra su collaborazioni internazionali.
Lo studio sta lavorando alla loro prima serie originale intitolata Koji e sta cercando investitori per il progetto.
Nel febbraio 2023, Studio Mir è stata ufficialmente quotata su KOSDAQ come società pubblica.

## Filmografia

### Film
- Big Fish & Begonia, regia di Liang Xuan, Zhang Chun (2016)
- The Death of Superman, regia di Sam Liu, Jake Castorena (2018)
- Mortal Kombat Legends: Scorpion's Revenge, regia di Ethan Spaulding (2020)
- Batman: Soul of the Dragon, regia di Sam Liu (2021)
- The Witcher: Nightmare of the Wolf, regia di Kwang Il Han (2021)
- Mortal Kombat Legends: Battle of the Realms, regia di Ethan Spaulding (2021)
- Batman and Superman: Battle of the Super Sons, regia di Matt Peters (2022)
- Batman: The Doom That Came to Gotham, regia di Christopher Berkeley, Sam Liu (2023)
- Babylon 5: The Road Home, regia di Matt Peters (2023)
- Watchmen, regia di Brandon Vietti (2024)
- The Witcher - Le sirene degli abissi (The Witcher: Sirens of the Deep), regia di Kang Hei Chul (2025)

### Televisione
- La leggenda di Korra (2012–2014)
- Black Dynamite (2012)
- The Boondocks (2014) - stagione 4
- Guardiani della Galassia (2015)
- Voltron: Legendary Defender (2016–2018)
- LEGO Elves: I segreti di Elvendale (Lego Elves: Secrets of Elvendale) (2017)
- Young Justice: Outsiders (2019)
- Kipo and the Age of Wonderbeasts (2020)
- Dota: Dragon's Blood (2021-2022)
- Young Justice: Phantoms (2021-2022)
- Harley Quinn (2022–in corso)
- Lookism (2022)
- Skull Island (2023)
- Star Wars: Visions (2023) - episodio 2x02
- My Adventures with Superman (2023-)
- X-Men '97 (2024-in corso)
- Devil May Cry (2025)
- Gosu (2025)

### Videogiochi
- Sackboy: A Big Adventure (2020)